# Kroppen
Kroppen, in lusaziano Kropnja, è un comune di 714 abitanti del Brandeburgo, in Germania. Appartiene al circondario dell'Oberspreewald-Lusazia (targa OSL) ed è parte della comunità amministrativa (Amt) di Ortrand.